# Сорока звичайна
Соро́ка звича́йна, або соро́ка (Pica pica) — птах родини воронових. В Україні звичайний осілий птах на всій території, окрім високогір'я Карпатських і Кримських гір. Викопні рештки відомі з антропогену.

## Опис
Довжина тіла 44-46 см, маса 150—240 г, розмах крил 58—60 см. В Україні звичайний осілий птах на всій території. У сороки своєрідне забарвлення пір'я: голова, шия, спина, горло, воло і верхня частина грудей блискучо-чорні, на голові та спині із зеленим відливом; плечі та більш-менш виразна, часто лише ледве позначена поперечна смуга на спині та нижній частині тіла білого кольору; махові пера сині, зовні їх край зелений, покривні пера великих махових пер теж зелені, зсередини махові пера здебільшого білі й лише на кінці темні. Завдяки білим плямам на боках птах дістав народну назву — сорока-білобока.

## Вокалізація
Голос — різкі клацання, постукування, хрипкі крики. Саме тому, тваринний світ завжди прислухається, коли стрекоче сорока, бо обережна і пильна сорока першою з висоти попереджає інших тварин на землі про появу хижаків у небі, або на землі.

## Поширення
Птах досить поширений у Європі й Азії. Основні оселища — польові гаї, узлісся, сади. Сорока уникає поселень у високих горах, безлісих рівнинах і густих лісах. Сорока охоче селиться поряд з людиною і там, де її не чіпають, стає надзвичайно довірливою, та, навіть, настирливою. Живуть птахи постійними парами, які зберігаються й узимку.

## Інтелект
Сороки — одні з найрозумніших птахів. Вони здатні впізнати себе в дзеркалі. Сороки можуть рахувати до 4, але чим більше відрізняються предмети, тим важче  птахам їх порахувати. Також вони мають продумані ритуали, зокрема пов'язані з померлими сороками.

## Спосіб життя
Зазвичай сороки живуть осіло. Проживають переважно у парках, садах, часто біля людських будівель. Не люблять густих лісів або гір. Сороки обирають партнера на першому році життя, а за два роки пара починає будувати гніздо і вирощувати потомство. Пари дуже відважні: вони за будь-яку ціну захищатимуть своїх пташенят від інших сорок.

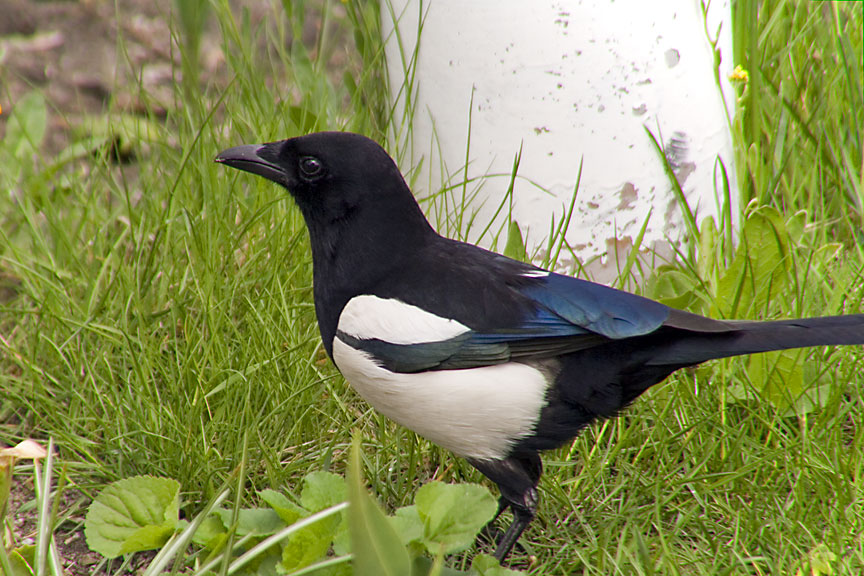
border
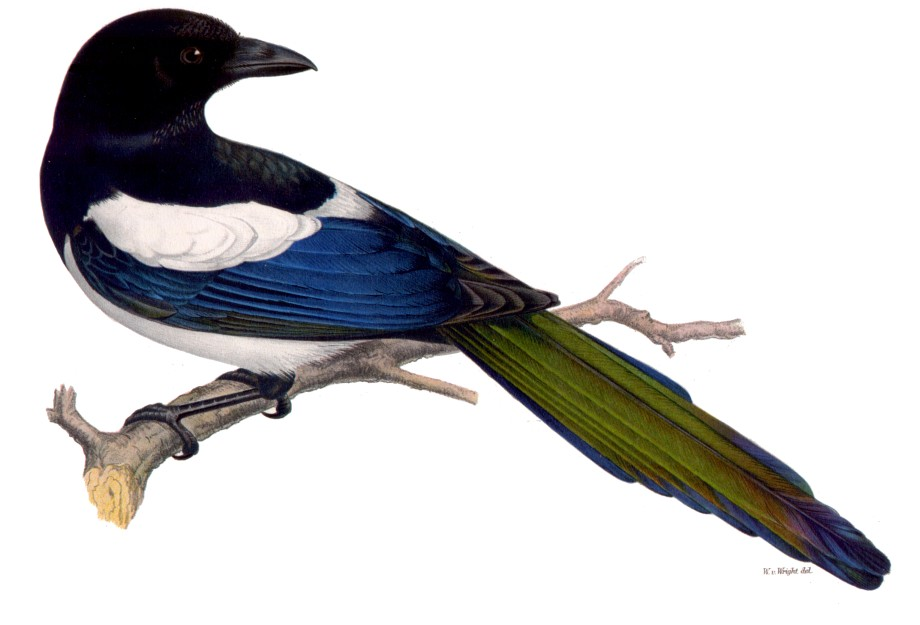
border
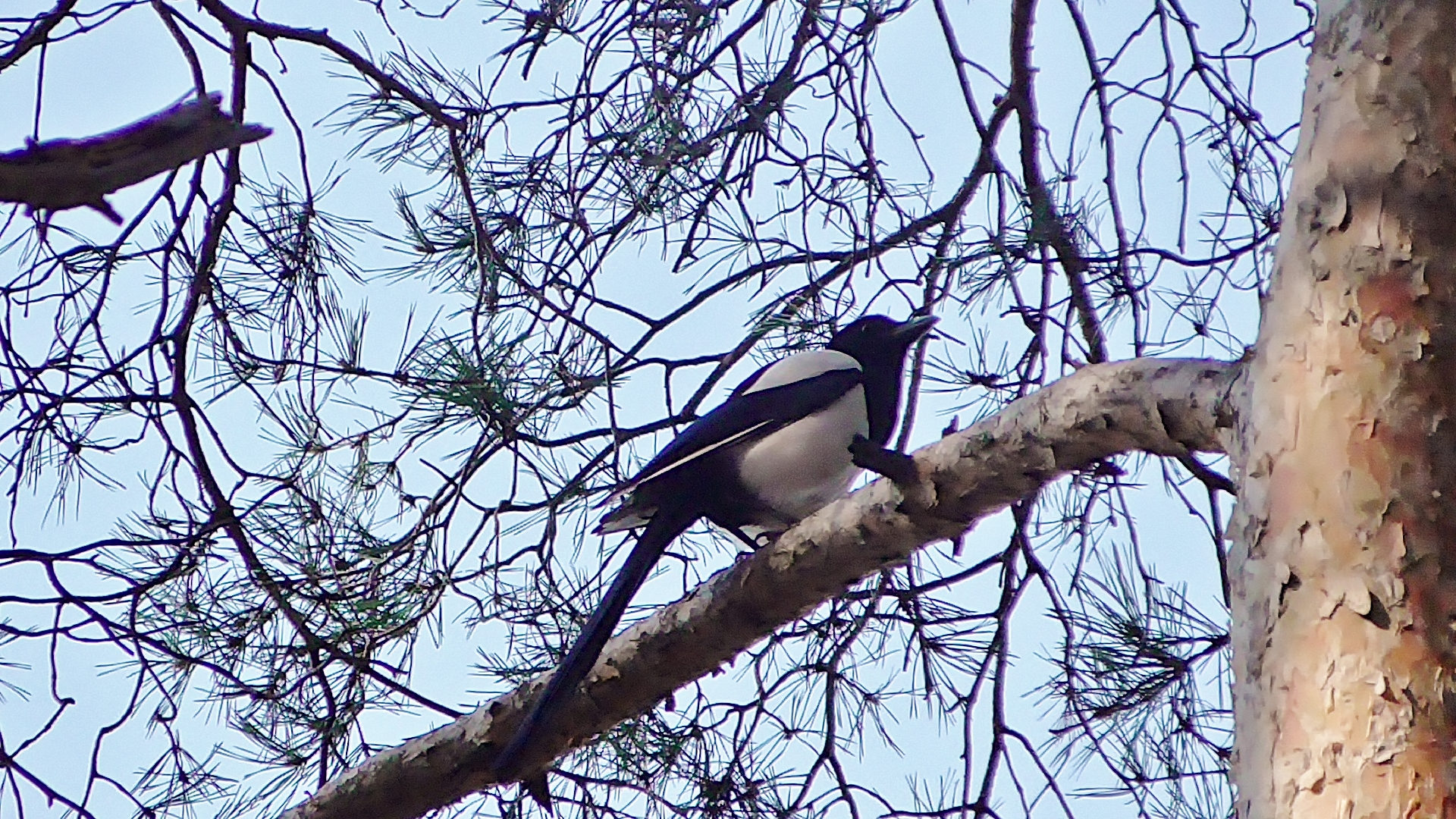
border
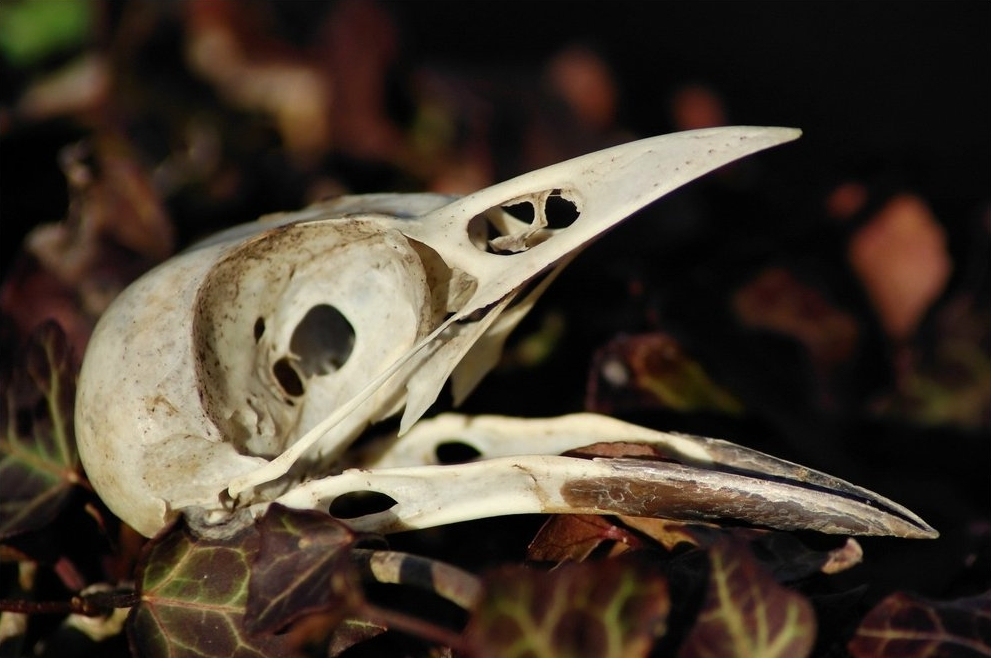
Череп
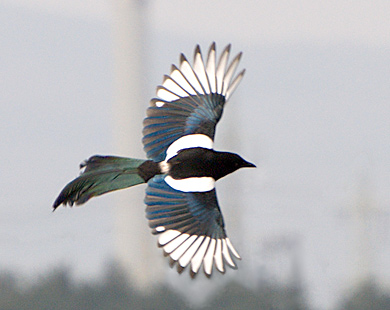
Оперення

## Живлення

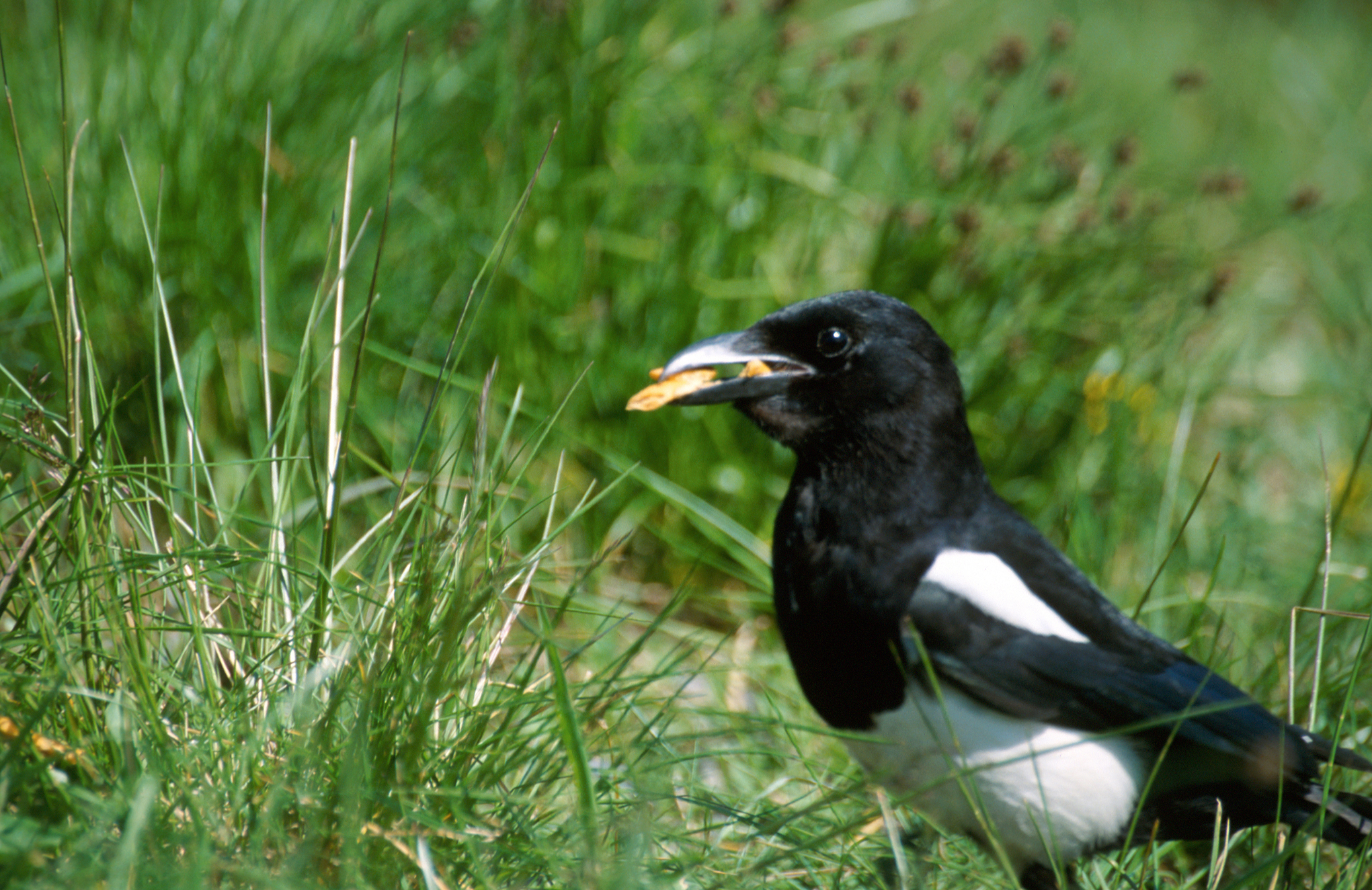

Сороки всеїдні. Живиться сорока різноманітними комахами, насінням дикорослих трав, зерном злакових сільськогосподарських культур. У їхній раціон входять також дрібні гризуни, ящірки. Аналіз рештків у випорожненнях сорок показують переважання рослинного матеріалу — так у дослідженнях на Криворіжчині переважали рештки насіння і плодів жимолості татарської, собачої рожі звичайної, вишні магалебської, винограду, шипшини, калини, полину, кленів польового та ясенелистого. Серед тваринних решток переважали залишки миші хатньої, польової та нориці. Також у рештках численно траплялись равлики виноградні, частково жуки та рештки свійських тварин, підібрані або на дорогах, або на скотомогильниках. Багато ознак живлення сорок на смітниках і звалищах.

## Розмноження
Сороки будують декілька гнізд, «робоче» з яких лише одне. Гнізда кулястої форми, побудовані з гілок. Самиця відкладає 5-8 яєць у квітні-травні, і висиджує їх 17-18 днів.

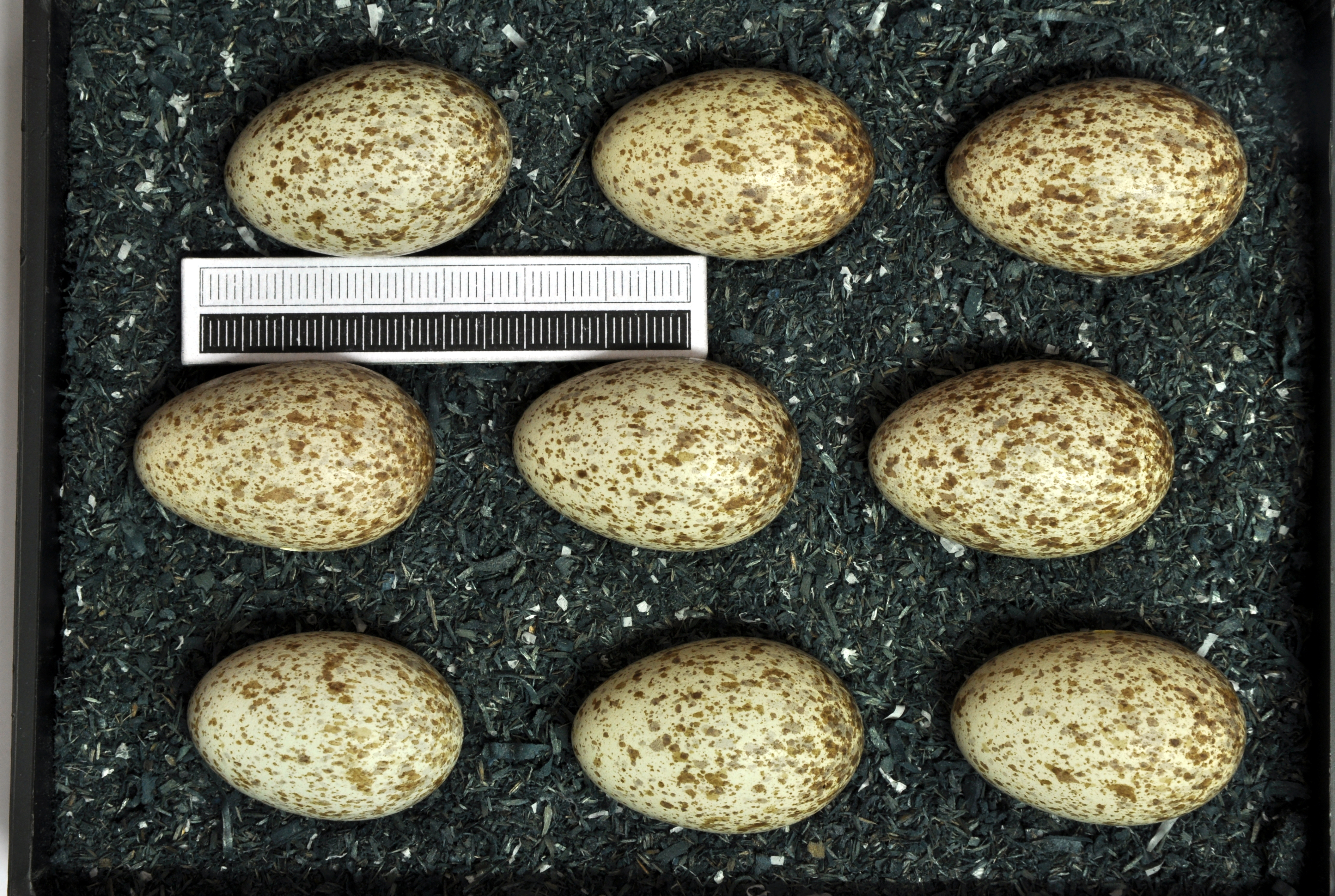
Яйця
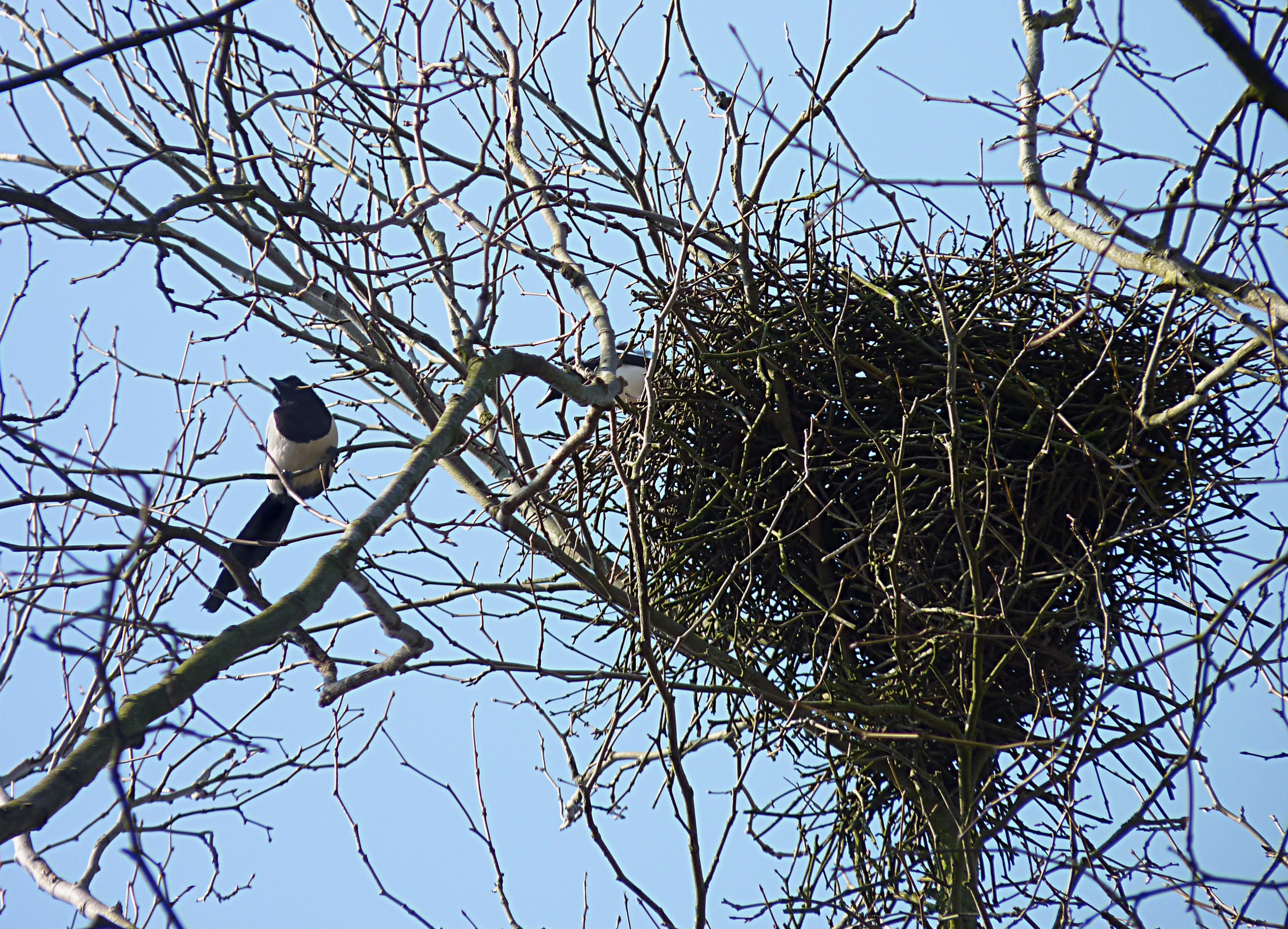
Гніздо
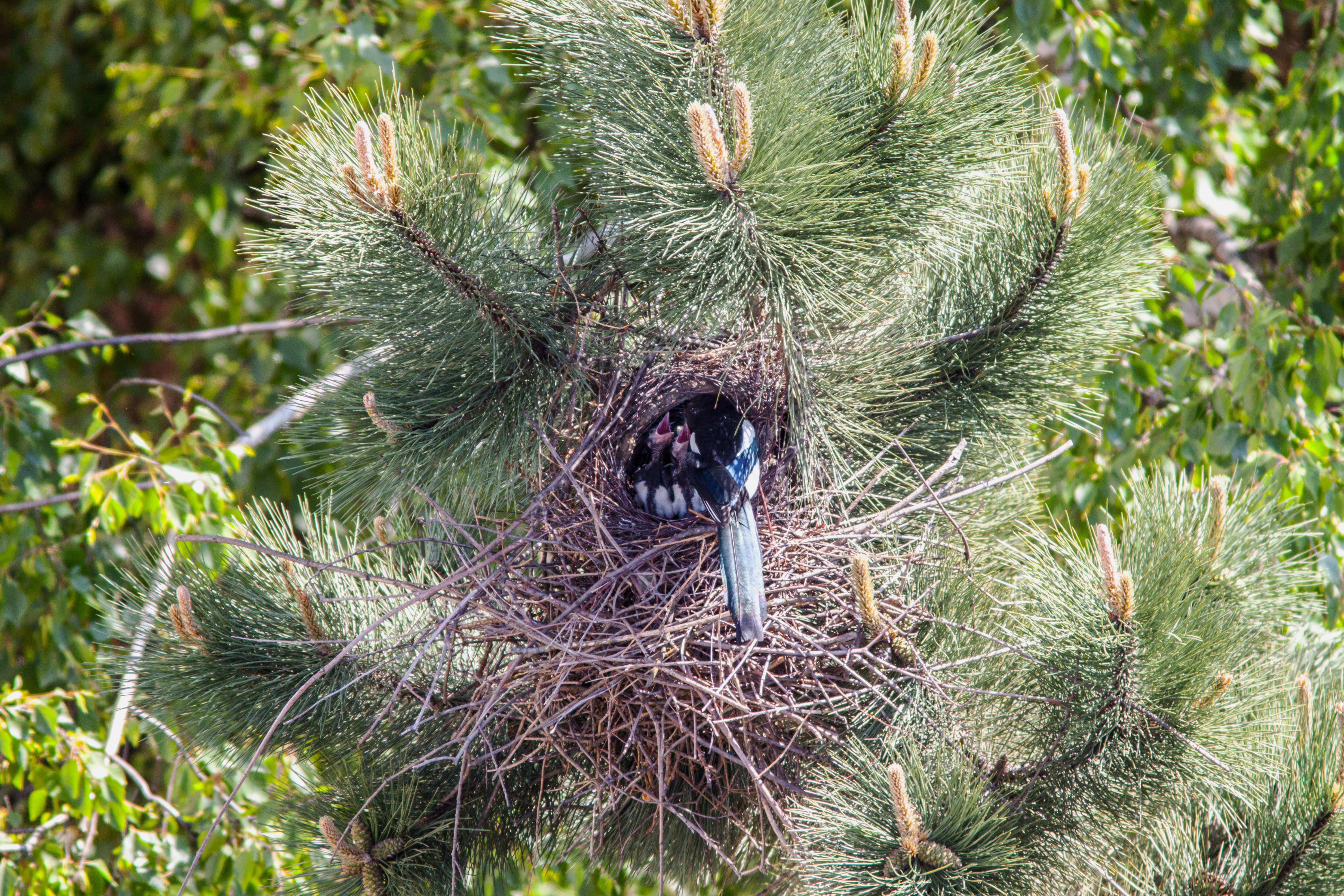
Гніздо
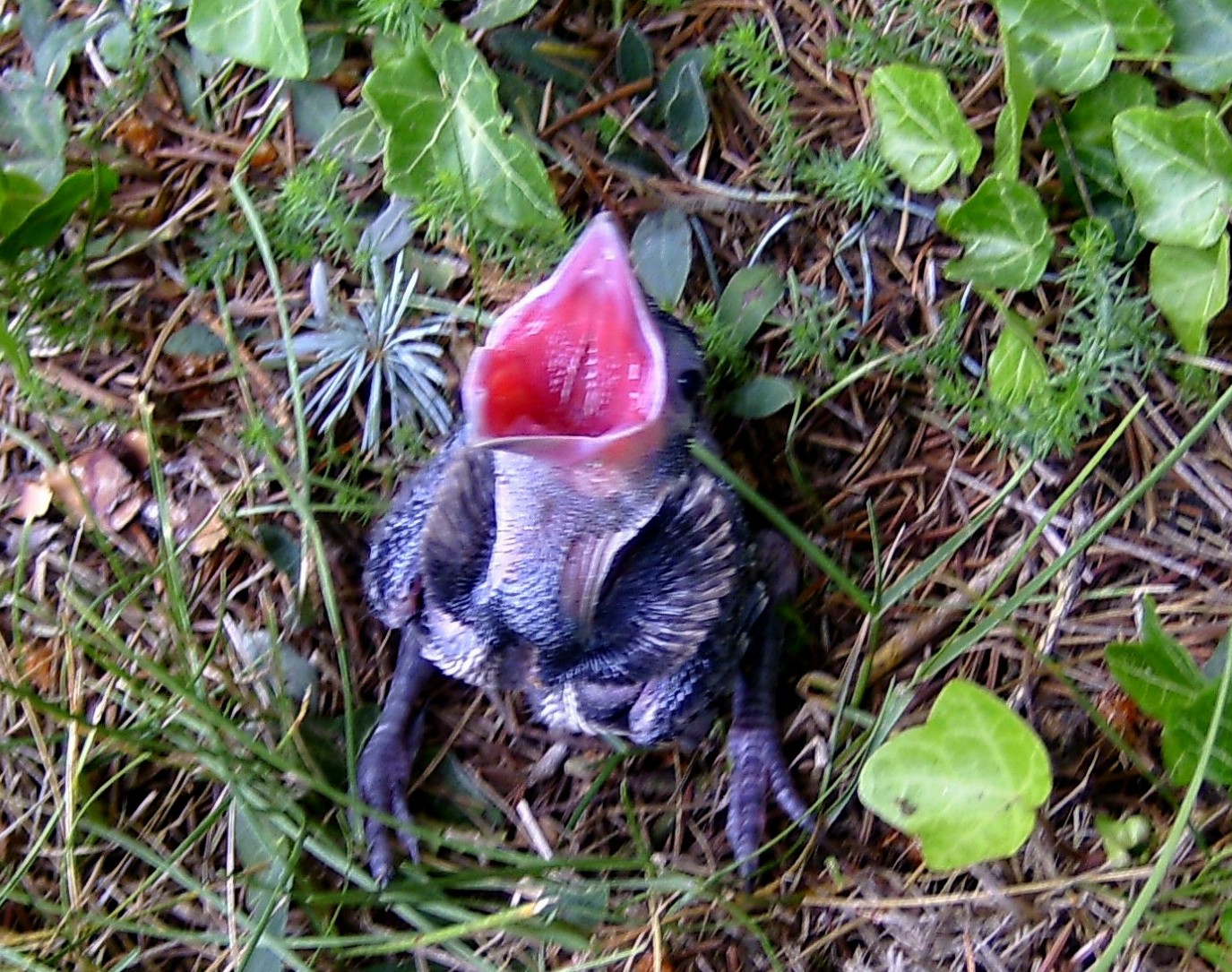
Пташеня
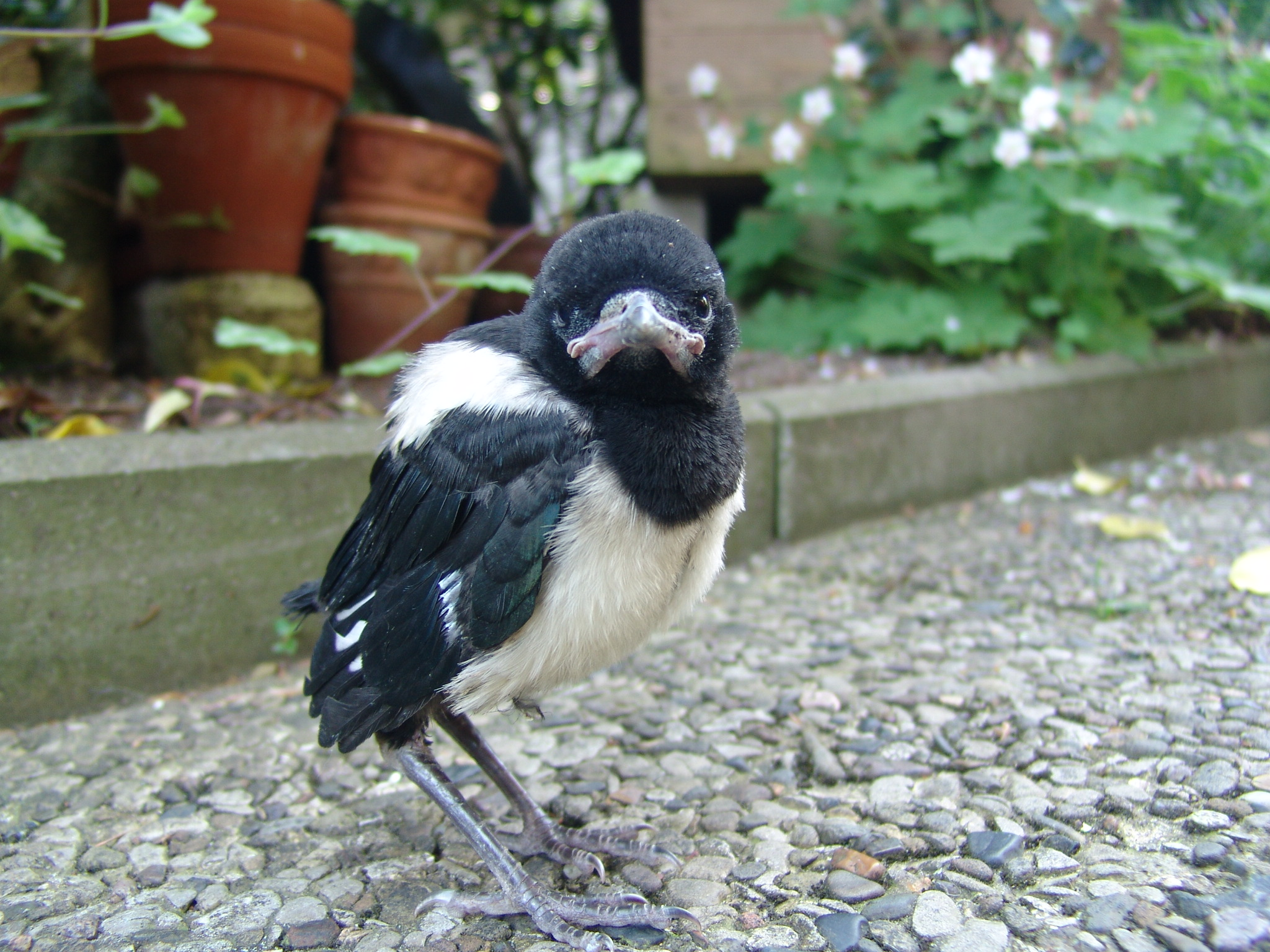
Підросле пташеня

## У культурі
У Китаї сорока означає щастя і радість. Існує фразеологізм «зустріч на сорочому містку», що означає зустріч подружжя або закоханих після довгої розлуки[джерело?].
В Україні до сороки іноді ставляться скептично. Птаха порівнюють з балакучою жінкою, звідси й фразеологізм «Сорока на хвості принесла». В той же час сороку порівнюють з господинею, багатодатною матір'ю.